# Summer World University Games 2021/Badminton (Mannschaft)
Bei den World University Games 2021 wurden vom 30. Juli bis zum 2. August 2023 in Chengdu die Mannschaftswettbewerbe im gemischten Team ausgetragen. Die Wettbewerbe fanden im Shuangliu Sports Centre Gymnasium statt.

## Medaillengewinner
| Disziplin  | Gold | Silber | Bronze |
| ---------- | --- | --- | --- |
| Mannschaft | Chinesisch Taipeh Chang Ching-hui Hsu Wen-chi Lee Chia-hao Lee Chia-hsin Lee Fang-chih Liao Jhuo-fu Lin Chun-yi Po Li-wei Sung Shuo-yun Teng Chun-hsun Tung Ciou-tong Ye Hong-wei | Volksrepublik China Dong Tianyao Du Yue Han Yue He Jiting Li Wenmei Liu Xuanxuan Ren Xiangyu Tan Qiang Wang Zhengxing Xia Yuting Zhang Yiman Zhou Haodong | Malaysia Mohamad Faris Abdul Khalid Cheong Anson Gan Jing Err Liew Xun Ng Qi Xuan Faiz Rozain Kisona Selvaduray Desiree Siow Hao Shan Tan Kok Xian Teoh Le Xuan Wong Tien Ci Yap Rui Chen                                                                           |
| Mannschaft | Chinesisch Taipeh Chang Ching-hui Hsu Wen-chi Lee Chia-hao Lee Chia-hsin Lee Fang-chih Liao Jhuo-fu Lin Chun-yi Po Li-wei Sung Shuo-yun Teng Chun-hsun Tung Ciou-tong Ye Hong-wei | Volksrepublik China Dong Tianyao Du Yue Han Yue He Jiting Li Wenmei Liu Xuanxuan Ren Xiangyu Tan Qiang Wang Zhengxing Xia Yuting Zhang Yiman Zhou Haodong | Thailand Lalinrat Chaiwan Pornpicha Choeikeewong Saran Jamsri Chasinee Korepap Ratchapol Makkasasithorn Ruttanapak Oupthong Pichamon Phatcharaphisuts Jhenicha Sudjaipraparat Nannapas Sukklad Peeratchai Sukphun Pakkapon Teeraratsakul Panitchaphon Teeraratsakul |

## Gruppenzusammensetzung
| Gruppe A                                          | Gruppe B                                   | Gruppe C                              | Gruppe D                                       |
| ------------------------------------------------- | ------------------------------------------ | ------------------------------------- | ---------------------------------------------- |
| Brasilien Volksrepublik China Frankreich Thailand | Malaysia Polen Singapur Vereinigte Staaten | Indien Japan Südkorea Schweiz Ukraine | Chinesisch Taipeh Estland Deutschland Hongkong |

## Gruppe A
| Platz | Team                | Pld | W | L | MF | MA | MD  | GF  | GA  | GD  | PF  | PA  | PD   | Pts |    |  | CHN | THA | FRA | BRA |
| ----- | ------------------- | --- | - | - | -- | -- | --- | --- | --- | --- | --- | --- | ---- | --- | -- |  | --- | --- | --- | --- |
| 1     | Volksrepublik China | 3   | 3 | 0 | 14 | 1  | +13 | 13  | 25  | −12 | 636 | 398 | +238 | 3   | QF |  | —   |     | 5–0 | 5–0 |
| 2     | Thailand            | 3   | 2 | 1 | 9  | 6  | +3  | 3   | 6   | −3  | 633 | 534 | +99  | 2   | QF |  | 1–4 | —   | 3–2 | 5–0 |
| 3     | Frankreich          | 3   | 1 | 2 | 7  | 8  | −1  | 1   | -1  | +2  | 577 | 573 | +4   | 1   |    |  |     |     | —   | 5–0 |
| 4     | Brasilien           | 3   | 0 | 3 | 16 | 15 | +1  | -15 | -30 | +15 | 289 | 630 | −341 | 0   |    |  |     |     | —   |     |

## Gruppe B
| Platz | Team               | Pld | W | L | MF | MA | MD  | GF  | GA  | GD  | PF  | PA  | PD   | Pts |    |  | MAS | USA | POL | SGP |
| ----- | ------------------ | --- | - | - | -- | -- | --- | --- | --- | --- | --- | --- | ---- | --- | -- |  | --- | --- | --- | --- |
| 1     | Malaysia           | 3   | 3 | 0 | 14 | 1  | +13 | 13  | 23  | −10 | 659 | 506 | +153 | 3   | QF |  | —   | 4–1 | 5–0 | 5–0 |
| 2     | Vereinigte Staaten | 3   | 2 | 1 | 9  | 6  | +3  | 3   | 5   | −2  | 674 | 662 | +12  | 2   | QF |  |     | —   |     | 4–1 |
| 3     | Polen              | 3   | 1 | 2 | 5  | 10 | −5  | 5   | -10 | +15 | 632 | 697 | −65  | 1   |    |  |     | 1–4 | —   | 4–1 |
| 4     | Singapur           | 3   | 0 | 3 | 2  | 13 | −11 | -11 | -18 | +7  | 531 | 631 | −100 | 0   |    |  |     |     | —   |     |

## Gruppe C
| Platz | Team     | Pld | W | L | MF | MA | MD  | GF  | GA  | GD  | PF  | PA  | PD   | Pts |    |  | KOR | JPN | IND | SUI | UKR |
| ----- | -------- | --- | - | - | -- | -- | --- | --- | --- | --- | --- | --- | ---- | --- | -- |  | --- | --- | --- | --- | --- |
| 1     | Südkorea | 4   | 4 | 0 | 19 | 1  | +18 | 18  | 33  | −15 | 898 | 632 | +266 | 4   | QF |  | —   | 5–0 | 4–1 | 5–0 | 5–0 |
| 2     | Japan    | 4   | 3 | 1 | 13 | 7  | +6  | 6   | 13  | −7  | 836 | 711 | +125 | 3   | QF |  |     | —   | 4–1 | 4–1 | 5–0 |
| 3     | Indien   | 4   | 2 | 2 | 12 | 8  | +4  | 4   | 7   | −3  | 797 | 741 | +56  | 2   |    |  |     |     | —   | 5–0 | 5–0 |
| 4     | Schweiz  | 4   | 1 | 3 | 5  | 15 | −10 | -10 | -16 | +6  | 730 | 856 | −126 | 1   |    |  |     |     | —   | 4–1 |     |
| 5     | Ukraine  | 4   | 0 | 4 | 1  | 19 | −18 | -18 | -37 | +19 | 538 | 859 | −321 | 0   |    |  |     |     |     |     | —   |

## Gruppe D
| Platz | Team              | Pld | W | L | MF | MA | MD  | GF | GA | GD  | PF  | PA  | PD   | Pts |  |  | TPE | HKG | GER | EST |
| ----- | ----------------- | --- | - | - | -- | -- | --- | -- | -- | --- | --- | --- | ---- | --- |  |  | --- | --- | --- | --- |
| 1     | Chinesisch Taipeh | 3   | 3 | 0 | 15 | 0  | +15 | 30 | 4  | +26 | 698 | 461 | +237 | 3   |  |  | —   | 5–0 | 5–0 | 5–0 |
| 2     | Hongkong          | 3   | 2 | 1 | 8  | 7  | +1  | 19 | 15 | +4  | 633 | 598 | +35  | 2   |  |  | —   | 3–2 | 5–0 |     |
| 3     | Deutschland       | 3   | 1 | 2 | 7  | 8  | −1  | 16 | 17 | −1  | 606 | 566 | +40  | 1   |  |  |     |     | —   | 5–0 |
| 4     | Estland           | 3   | 0 | 3 | 0  | 15 | −15 | 1  | 30 | −29 | 341 | 653 | −312 | 0   |  |  |     |     | —   |     |

## Endrunde
|  | Viertelfinale | Viertelfinale       | Viertelfinale     |    |                     | Halbfinale | Halbfinale | Halbfinale |  |  | Finale | Finale | Finale |
|  |               |                     |                   |    |                     |            |            |            |  |  |        |        |        |
|  | A1            | Volksrepublik China | 3                 |    |                     |            |            |            |  |  |        |        |        |
|  | C2            | Japan               | 0                 |    |                     |            |            |            |  |  |        |        |        |
|  | C2            | Japan               | 0                 | A1 | Volksrepublik China | 3          |            |            |  |  |        |        |        |
|  |               |                     |                   | A1 | Volksrepublik China | 3          |            |            |  |  |        |        |        |
|  |               | A2                  | Thailand          | 0  |                     |            |            |            |  |  |        |        |        |
|  | C1            | A2                  | Thailand          | 0  | Südkorea            | 1          |            |            |  |  |        |        |        |
|  | C1            |                     |                   |    | Südkorea            | 1          |            |            |  |  |        |        |        |
|  | A2            | Thailand            | 3                 |    |                     |            |            |            |  |  |        |        |        |
|  | A2            | Thailand            | 3                 | A1 | Volksrepublik China | 2          |            |            |  |  |        |        |        |
|  |               |                     |                   |    | Volksrepublik China | 2          |            |            |  |  |        |        |        |
|  |               | D1                  | Chinesisch Taipeh | 3  |                     |            |            |            |  |  |        |        |        |
|  | D2            | D1                  | Chinesisch Taipeh | 3  | Hongkong            | 1          |            |            |  |  |        |        |        |
|  | D2            |                     |                   |    | Hongkong            | 1          |            |            |  |  |        |        |        |
|  | B1            | Malaysia            | 3                 |    |                     |            |            |            |  |  |        |        |        |
|  | B1            | Malaysia            | 3                 | B1 | Malaysia            | 0          |            |            |  |  |        |        |        |
|  |               |                     |                   | B1 | Malaysia            | 0          |            |            |  |  |        |        |        |
|  |               | D1                  | Chinesisch Taipeh | 3  |                     |            |            |            |  |  |        |        |        |
|  | B2            | D1                  | Chinesisch Taipeh | 3  | Vereinigte Staaten  | 1          |            |            |  |  |        |        |        |
|  | B2            |                     |                   |    | Vereinigte Staaten  | 1          |            |            |  |  |        |        |        |
|  | D1            | Chinesisch Taipeh   | 3                 |    |                     |            |            |            |  |  |        |        |        |

## Platz 9 bis 13
|  | Platz 9 bis 16 | Platz 9 bis 16 | Platz 9 bis 16 |    |            | Platz 9 bis 12 | Platz 9 bis 12 | Platz 9 bis 12 |  |  | Platz 9 bis 19 | Platz 9 bis 19 | Platz 9 bis 19 |
|  |                |                |                |    |            |                |                |                |  |  |                |                |                |
|  | A3             | Frankreich     | 3              |    |            |                |                |                |  |  |                |                |                |
|  | C4             | Schweiz        | 0              |    |            |                |                |                |  |  |                |                |                |
|  | C4             | Schweiz        | 0              | A3 | Frankreich | 3              |                |                |  |  |                |                |                |
|  |                |                |                | A3 | Frankreich | 3              |                |                |  |  |                |                |                |
|  |                | C3             | Indien         | 2  |            |                |                |                |  |  |                |                |                |
|  | C3             | C3             | Indien         | 2  | Indien     | 3              |                |                |  |  |                |                |                |
|  | C3             |                |                |    | Indien     | 3              |                |                |  |  |                |                |                |
|  | A4             | Brasilien      | 0              |    |            |                |                |                |  |  |                |                |                |
|  | A4             | Brasilien      | 0              | A3 | Frankreich | 3              |                |                |  |  |                |                |                |
|  |                |                |                |    | Frankreich | 3              |                |                |  |  |                |                |                |
|  |                | D3             | Deutschland    | 2  |            |                |                |                |  |  |                |                |                |
|  | D4             | D3             | Deutschland    | 2  | Estland    | 1              |                |                |  |  |                |                |                |
|  | D4             |                |                |    | Estland    | 1              |                |                |  |  |                |                |                |
|  | B3             | Polen          | 3              |    |            |                |                |                |  |  |                |                |                |
|  | B3             | Polen          | 3              | B3 | Polen      | 0              |                |                |  |  |                |                |                |
|  |                |                |                | B3 | Polen      | 0              |                |                |  |  |                |                |                |
|  |                | D3             | Deutschland    | 3  |            |                |                |                |  |  |                |                |                |
|  | B4             | D3             | Deutschland    | 3  | Singapur   | 2              |                |                |  |  |                |                |                |
|  | B4             |                |                |    | Singapur   | 2              |                |                |  |  |                |                |                |
|  | D3             | Deutschland    | 3              |    |            |                |                |                |  |  |                |                |                |